# GMP reduttasi
La GMP reduttasi è un enzima appartenente alla classe delle ossidoreduttasi, che catalizza la seguente reazione:
inosina-5′-fosfato + NH3 + NADP+ ⇄ guanosina 5′-fosfato + NADPH + H+